# Lanqiao, Chongqing
Lanqiao (kinesiska: 兰桥) är en köping i sydvästra Kina. Den ligger i häradet Xiushan i storstadsområdet Chongqing,  omkring 280 kilometer sydost om det centrala stadsdistriktet Yuzhong. Antalet invånare är 12 135. Befolkningen består av 5 950 kvinnor och 6 185 män. Barn under 15 år utgör 28,0 %, vuxna 15-64 år 59 %, och äldre över 65 år 11,0 %.